# هاري لورينزي
هاري لورينزي (بالبرتغالية: Harri Lorenzi‏) (و. 1949  م) هو عالم نبات، ومهندس زراعي، وباحث، وعالم زراعة، ومهندس برازيلي.

## التعليم
تعلم في Federal University of Paraná ‏، وتعلم في جامعة تينيسي
.